# 米格尔·马蒂内
米格尔·马蒂内（法語：Miguel Martinez，1976年1月17日—），法国男子自行车运动员。他曾代表法国参加1996年、2000年和2004年夏季奥林匹克运动会自行车比赛，共获得一枚金牌和一枚铜牌。